# ادوارد بیچر

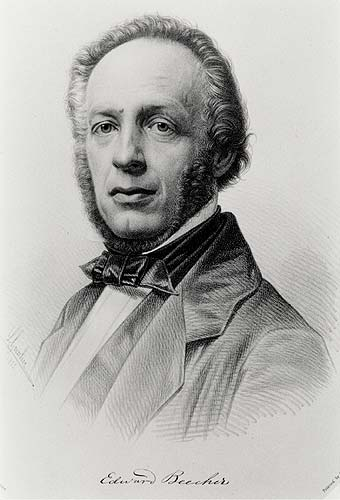
نگارهٔ ادوارد بیچر، الهی‌دان و خداشناس اهل آمریکا

ادوارد بیچر (زاده ۲۷ اوت ۱۸۰۳ - مرگ ۲۸ ژوئیه ۱۸۹۵) الهی‌دان و خداشناس مشهور، پسر لیمان بیچر و برادر هریت بیچر استو و هِنری وارد بیچر بود.

## زندگی
بیچر در ۲۷ اوت ۱۸۰۳ در نیویورک به دنیا آمد. در سال ۱۸۲۲ از کالج ییل فارغ‌التحصیل شد و سپس به آموزش الهیات پرداخت. در سال ۱۸۲۶ کشیش کلیسای پارک استریت در بوستون، ماساچوست شد و با ایزابلا جونز در سال ۱۸۲۹ ازدواج کرد، آنها دارای ۱۱ فرزند شدند. در سال ۱۸۳۰، او مدیر کالج ایلینوی در جکسون‌ویل، ایلینوی شد و به مدت ۱۴ سال این سمت را داشت. او از دوستان نزدیک الیا پی لاوجوی بود و به شکل گیری اولین انجمن مقابله با برده داری کمک کرد (همسر ادوارد ایزابلا، نامه‌ای به هریت بیچر استو نوشت تا او را به نوشتن داستان کلبه عموم تام ترغیب کند.)